# 78-ма піхотна дивізія (США)
78-ма піхотна дивізія (США) (англ. 78th Infantry Division (United States) — військове з'єднання, піхотна дивізія армії США. Дивізія брала участь у бойових діях Першої та Другої світових війн.

## Історія
23 серпня 1917 року через пів року після вступу Сполучених Штатів у Першу світову війну була створена 78-ма піхотна дивізія. Її формування здійснювалося у Кемп-Дікс, штат Нью-Джерсі. З'єднання мало у своєму складі 309-й, 310-й, 311-й та 312-й піхотні полки, 307-й, 308-й та 309-й артилерійські полки, а також частини та підрозділи інженерних військ та зв'язку.
У травні 1918 року 78-ма дивізія прибула на Західний фронт до складу I корпусу Американських експедиційних сил. Під час 100-денного наступу військ союзників на Західному фронті дивізія брала участь у боях за Сен-Мієль та в Мез-Аргоннській операції. Загалом дивізія зазнала у боях значних втрат: 7 144 особи, зокрема 1 169 — загиблих та 5 975 — поранених.
Після завершення воєнних дій повернулася до США, де незабаром була розформована. 24 червня 1921 року 78-ма дивізія була активована та включена до сил Резерву армії США.
15 серпня 1942 року у Кемп-Батнері, штат Північна Кароліна, дивізія увійшла до складу регулярної армії та 26 жовтня 1944 року прибула на Європейський театр війни. 27 листопада 1944 року дивізія прибула в район Тонгерена у Бельгії, звідсіля здійснила марш до Ретгена. Бої при прориві лінії Зігфрида, при відбитті німецького наступу в Арденнах, при подоланні Рейну, наступ у центральній Німеччині.
За 125 днів бойових дій дивізія втратила 8 146 осіб, зокрема 1 427 — загинули в боях, 6 103 — були поранені, 231 — зниклий безвісти та 385 — потрапили у полон.
З 1946 року, після нетривалої деактивації, 78-ма піхотна дивізія знову відновлена, з 1959 року — вона стала навчальною дивізією Резерву армії США.